# Satya Nadella
Satya Narayana Nadella (tiếng Telugu: సత్యనారాయణ నాదెళ్ల, /nəˈdɛlə/; sinh ngày 19 tháng 8 năm 1967) là một giám đốc điều hành kinh doanh người Mỹ gốc Ấn Độ. Ông là chủ tịch hội đồng quản trị và tổng giám đốc điều hành của Microsoft, kế nhiệm cho Steve Ballmer vào năm 2014 với tư cách là giám đốc điều hành và John W. Thompson vào năm 2021 với tư cách là chủ tịch. Trước khi trở thành tổng giám đốc điều hành, ông là phó chủ tịch điều hành nhóm doanh nghiệp và đám mây của Microsoft, chịu trách nhiệm xây dựng và điều hành các nền tảng điện toán của công ty.

## Tiểu sử
Nadella sinh ra ở Hyderabad, nay thuộc Telangana, Ấn Độ. trong một gia đình theo Ấn Độ giáo nói tiếng Telugu. Mẹ Prabhavati là giảng viên tiếng Phạn và cha Bukkapuram Nadella Yugandhar là nhân viên Dịch vụ Hành chính Ấn Độ từ năm 1962.
Nadella học Trường Công lập Hyderabad, Begumpet trước khi nhận bằng cử nhân kỹ thuật điện từ Học viện Công nghệ Manipal ở Karnataka vào năm 1988. Nadella sau đó đến Hoa Kỳ để học lấy bằng MS về khoa học máy tính tại Đại học Wisconsin – Milwaukee, và nhận bằng vào năm 1990. Sau đó, ông nhận bằng MBA tại Trường Kinh doanh Booth của Đại học Chicago vào năm 1996.
Nadella nói, "Tôi luôn biết tôi muốn xây dựng mọi thứ."

## Nghề nghiệp

### Sun Microsystems
Nadella đã làm việc tại Sun Microsystems với tư cách là nhân viên công nghệ trước khi gia nhập Microsoft vào năm 1992.

### Microsoft

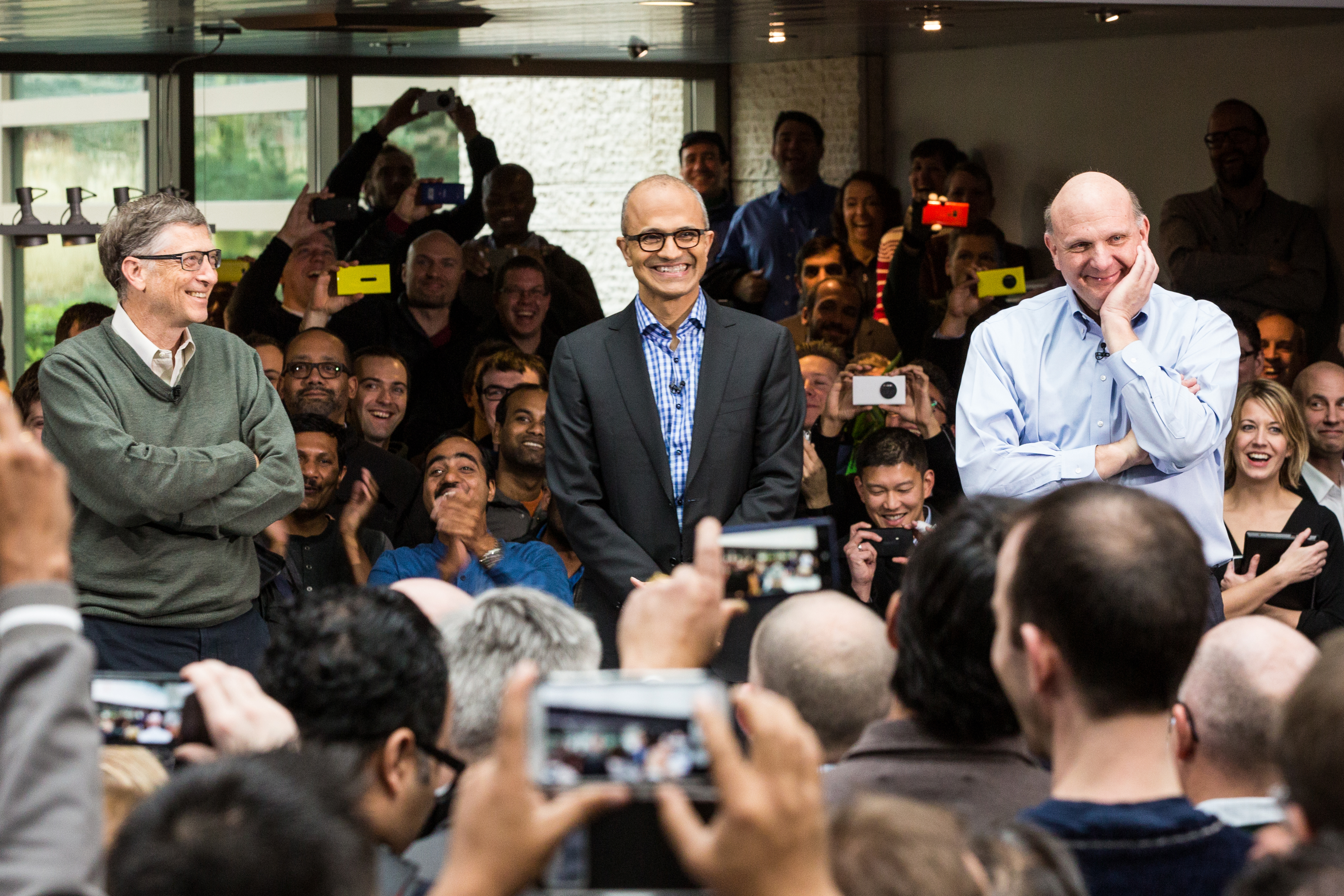
Nadella trong ngày đầu làm CEO của Microsoft, cùng các cựu CEO Bill Gates (trái) và Steve Ballmer (phải)

Tại Microsoft, Nadella đã lãnh đạo các dự án lớn bao gồm việc công ty chuyển sang điện toán đám mây và phát triển một trong những cơ sở hạ tầng đám mây lớn trên thế giới.
Nadella từng là phó chủ tịch cấp cao của Bộ phận Nghiên cứu và Phát triển (R&D) cho Bộ phận Dịch vụ Trực tuyến và phó chủ tịch Bộ phận Kinh doanh của Microsoft. Sau đó, ông làm chủ tịch mảng Máy chủ và Công cụ trị giá 19 tỷ USD của Microsoft và dẫn đầu sự chuyển đổi văn hóa kinh doanh và công nghệ của công ty từ dịch vụ khách hàng sang cơ sở hạ tầng và điện toán đám mây. Ông đã giúp đưa Microsoft SQL Server, Windows Server và các công cụ dành cho nhà phát triển lên đám mây Azure. Doanh thu từ dịch vụ đám mây đã tăng từ 16,6 tỷ đô la khi ông tiếp quản vào năm 2011 lên 20,3 tỷ đô la vào tháng 6 năm 2013. Ông được nhận lương 84,5 triệu đô la năm 2016.
Mức lương năm 2013 của Nadella là gần 700.000 đô la, đưa tổng số lương bổng kèm theo cổ phiếu thưởng lên đến 17,6 triệu đô la.
Các chức vụ trước đây do Nadella nắm giữ bao gồm:
- Chủ tịch Bộ phận Máy chủ & Công cụ (9 tháng 2 năm 2011 - tháng 2 năm 2014)
- Phó chủ tịch cấp cao về Nghiên cứu và Phát triển của Bộ phận Dịch vụ Trực tuyến (tháng 3 năm 2007 - tháng 2 năm 2011)[28]
- Phó Giám đốc Khối Kinh doanh
- Phó Chủ tịch Công ty về Giải pháp Kinh doanh và Nhóm Nền tảng Tìm kiếm & Quảng cáo
- Phó chủ tịch điều hành nhóm Đám mây và Doanh nghiệp[29]

Vào ngày 4 tháng 2 năm 2014, Nadella được chọn làm Giám đốc điều hành mới của Microsoft, đồng thời là Giám đốc điều hành thứ ba trong lịch sử của công ty, sau Bill Gates và Steve Ballmer.
Vào tháng 10 năm 2014, Nadella tham dự một sự kiện về Phụ nữ trong Máy tính, sau đó gây tranh cãi khi ông đưa ra tuyên bố rằng phụ nữ không nên đòi hỏi tăng mức lương và nên tin tưởng vào hệ thống. Nadella đã bị chỉ trích vì phát ngôn này và sau đó ông đã xin lỗi trên Twitter. Sau đó, ông gửi một email đến các nhân viên của Microsoft thừa nhận rằng mình đã "hoàn toàn sai."

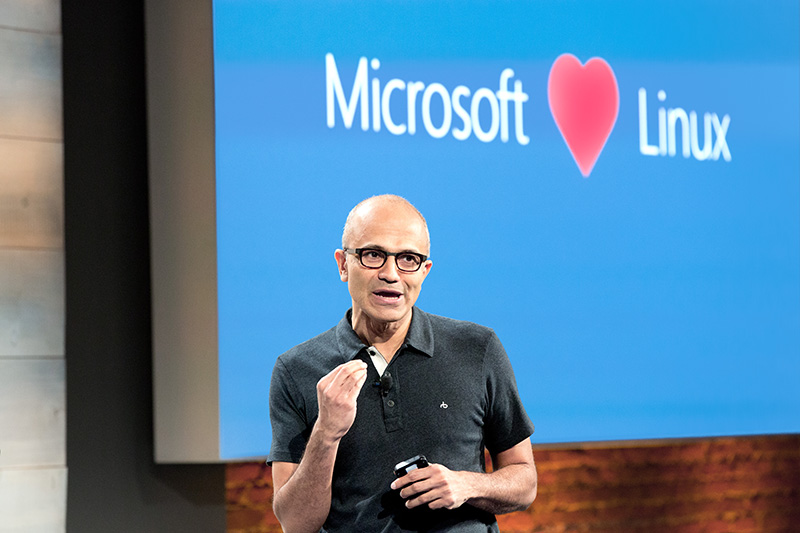
Nadella trong cuộc thảo luận trực tiếp về chiến lược đám mây của Microsoft vào năm 2014 tại San Francisco

Dưới sự lãnh đạo của Nadella, Microsoft đã thay đổi sứ mệnh của mình để "trao quyền cho mọi người và mọi tổ chức trên hành tinh để đạt được nhiều hơn". Ông đã tổ chức một sự thay đổi văn hóa tại Microsoft bằng cách nhấn mạnh vào sự đồng cảm, hợp tác và 'tư duy phát triển', và biến văn hóa doanh nghiệp của Microsoft thành một nền văn hóa nhấn mạnh vào sự học hỏi và phát triển không ngừng.
Năm 2014, thương vụ mua lại đầu tiên của Nadella với Microsoft là Mojang, một công ty trò chơi Thụy Điển nổi tiếng với trò chơi máy tính Minecraft, trị giá 2,5 tỷ USD. Ông cũng mua Xamarin với số tiền không được tiết lộ. Ông giám sát việc mua mạng xã hội LinkedIn vào năm 2016 với giá 26,2 tỷ đô la. Vào ngày 26 tháng 10 năm 2018, Microsoft đã mua lại GitHub với giá 7,5 tỷ đô la Mỹ.
Kể từ khi Nadella trở thành giám đốc điều hành đến tháng 9 năm 2018, cổ phiếu của Microsoft đã tăng gấp ba lần, với tốc độ tăng trưởng hàng năm là 27%.

### Hội đồng quản trị và ủy ban
- Hội đồng quản trị, Starbucks[45]
- Hội đồng quản trị, Trung tâm Nghiên cứu Ung thư Fred Hutchinson[46]
- Hội đồng quản trị, Đại học Chicago[47]

## Giải thưởng và chứng nhận
Năm 2018, ông là một trong 100 nhân vật được tạp chí Time vinh danh. Năm 2019, Nadella được vinh danh là nhân vật của năm theo tờ Financial Times và người kinh doanh của năm trên tạp chí Fortune. Năm 2020, Nadella được công nhận là Biểu tượng Doanh nghiệp Ấn Độ toàn cầu tại Giải thưởng Lãnh đạo Doanh nghiệp Ấn Độ của CNBC-TV18 ở Mumbai.

## Đời tư
Năm 1992, Nadella kết hôn với Anupama, con gái của một người bạn học cùng khóa IAS của cha ông. Bà từng học tại Manipal sau ông vài năm và theo đuổi bằng cử nhân B.Arch tại Khoa Kiến trúc. Cặp đôi có ba người con, một con trai và hai con gái, sống ở Clyde Hill và ở Bellevue, Washington. Con trai của ông, Zain là người khiếm thị liệt tứ chi và có chứng bại não.
Ông là một người rất thích đọc thơ Mỹ và thơ Ấn Độ. Ông cũng đam mê cricket, và từng chơi trong đội của trường mình. Nadella và vợ Anupama thuộc nhóm sở hữu Seattle Sounders FC, một câu lạc bộ bóng đá thuộc Major League Soccer.
Nadella là tác giả của một cuốn sách có tên Hit Refresh nói về cuộc đời, sự nghiệp của mình ở Microsoft và cách anh ông tin rằng công nghệ sẽ định hình tương lai. Ông thông báo rằng lợi nhuận từ cuốn sách sẽ được chuyển đến quỹ từ thiện của Microsoft và thông qua đó cho các tổ chức phi lợi nhuận.

## Ấn phẩm
- Hit Refresh: The quest to rediscover Microsoft's soul and imagine a better future for everyone, 2017.[59][60] ISBN 9780062652508 (audiobook ISBN 9780062694805)